# Prenomi svedesi
Questa voce raccoglie i prenomi tipici della lingua svedese, con eventuali varianti e ipocoristici e alterazioni e l'equivalente in italiano (dove esiste).

## A
Maschili
| Nome       | Varianti | Ipocoristici e alterazioni | Corrispondente italiano |
| ---------- | -------- | -------------------------- | ----------------------- |
| Axela      |          | Ackea                      | Assalonne               |
| Adolfa     |          | Alfa                       | Adolfo                  |
| Åkea       |          |                            |                         |
| Alberta    |          |                            | Alberto                 |
| Albina     |          |                            | Albino                  |
| Alexandera |          |                            | Alessandro              |
| Alfa       |          |                            |                         |
| Alfreda    |          |                            | Alfredo                 |
| Algot      |          |                            |                         |
| Alvara     |          |                            | Alvaro                  |
| Andersa    | Andreasa |                            | Andrea                  |
| Antona     |          |                            | Antonio                 |
| Arnea      |          |                            |                         |
| Arnfinn    |          |                            |                         |
| Arona      |          |                            | Aronne                  |
| Arvida     |          |                            |                         |
| Asbjörna   | Esbjörna |                            |                         |
| Assar      |          |                            |                         |
| Augusta    |          |                            | Augusto                 |

Femminili
| Nome       | Varianti              | Ipocoristici e alterazioni | Corrispondente italiano |
| ---------- | --------------------- | -------------------------- | ----------------------- |
| Agdaa      | Agataa                |                            | Agata                   |
| Agnesa     | Agnetaa, Agnethaa     |                            | Agnese                  |
| Ainaa      |                       |                            |                         |
| Alexandraa |                       | Sassaa                     | Alessandra              |
| Alfhilda   |                       |                            |                         |
| Alvaa      | Elvaa                 |                            |                         |
| Amandaa    |                       |                            | Amanda                  |
| Andreaa    |                       |                            | Andreina                |
| Anitaa     |                       |                            | Anita                   |
| Annaa      | Annea, Hannaa, Hannea | Annikaa, Anjaa             | Anna                    |
|            |                       | Anneliea                   | Annalisa                |
| Antoniaa   |                       |                            | Antonia                 |
| Arnborga   |                       |                            |                         |
| Åsaa       |                       |                            |                         |
| Aslöga     |                       |                            |                         |
| Astrida    |                       | Astaa, Sassaa              |                         |

## B
Maschili
| Nome      | Varianti | Ipocoristici e alterazioni | Corrispondente italiano |
| --------- | -------- | -------------------------- | ----------------------- |
| Bengta    |          |                            | Benedetto               |
| Bernharda | Bernta   |                            | Bernardo                |
| Bertila   |          |                            | Bertoldo                |
| Birgera   | Börjea   |                            |                         |
| Björna    | Bjoerna  | Björnea, Bjarnia           |                         |
| Boa       |          | Bossea                     |                         |
| Botvid    |          |                            |                         |
| Bror      |          |                            |                         |

Femminili
| Nome      | Varianti                   | Ipocoristici e alterazioni       | Corrispondente italiano |
| --------- | -------------------------- | -------------------------------- | ----------------------- |
| Barbroa   |                            |                                  | Barbara                 |
| Beataa    |                            |                                  | Beata                   |
| Bengtaa   |                            |                                  | Benedetta               |
| Birgittaa | Brigittaa, Birgita, Berita | Brittaa, Britta, Britaa, Gittana | Brigida                 |
| Bodila    |                            |                                  |                         |
| Borghilda |                            |                                  |                         |

## C
Maschili
| Nome         | Varianti    | Ipocoristici e alterazioni | Corrispondente italiano |
| ------------ | ----------- | -------------------------- | ----------------------- |
| Caspera      | Kaspera     |                            | Gaspare                 |
| Christiana   | Kristiana   | Christera, Kristera        | Cristiano               |
| Christoffera | Kristoffera |                            | Cristoforo              |

Femminili
| Nome       | Varianti             | Ipocoristici e alterazioni | Corrispondente italiano |
| ---------- | -------------------- | -------------------------- | ----------------------- |
| Camillaa   | Kamillaa             | Millaa                     | Camilla                 |
| Caritaa    | Karitaa              |                            |                         |
| Carolaa    |                      |                            | Carola                  |
| Carolinaa  | Karolinaa, Carolinea |                            | Carolina                |
| Ceciliaa   |                      | Cillaa                     | Cecilia                 |
| Charlottea | Charlottaa           | Lottaa                     | Carlotta                |

## D
Maschili
| Nome    | Varianti | Ipocoristici e alterazioni | Corrispondente italiano |
| ------- | -------- | -------------------------- | ----------------------- |
| Daga    |          |                            |                         |
| Daniela |          |                            | Daniele                 |
| Davida  |          |                            | Davide                  |
| Didrik  |          |                            | Teodorico               |

Femminili
| Nome      | Varianti | Ipocoristici e alterazioni | Corrispondente italiano |
| --------- | -------- | -------------------------- | ----------------------- |
| Dagmara   |          |                            |                         |
| Dagnya    |          |                            |                         |
| Desideria |          |                            | Desideria               |
| Doroteaa  |          | Teaa, Theaa, Eaa           | Dorotea                 |

## E
Maschili
| Nome     | Varianti              | Ipocoristici e alterazioni | Corrispondente italiano |
| -------- | --------------------- | -------------------------- | ----------------------- |
| Ebbea    |                       |                            |                         |
| Edvarda  |                       |                            | Edoardo                 |
| Edvina   |                       |                            | Edvino                  |
| Egila    |                       |                            |                         |
| Eilerta  |                       |                            |                         |
| Einara   |                       |                            |                         |
| Eliasa   | Elisa                 |                            | Elias                   |
| Elofa    | Elova                 |                            |                         |
| Emanuela |                       |                            | Emanuele                |
| Emila    |                       |                            | Emilio                  |
| Enoka    |                       |                            |                         |
| Erika    | Erica, Jerka, Jerkera |                            | Erico                   |
| Erlanda  |                       |                            |                         |
| Erlinga  |                       |                            |                         |
| Eskil    | Eskel, Eskild         |                            |                         |

Femminili
| Nome      | Varianti                 | Ipocoristici e alterazioni | Corrispondente italiano |
| --------- | ------------------------ | -------------------------- | ----------------------- |
| Ebbaa     |                          |                            |                         |
| Editha    |                          |                            | Editta                  |
| Eiraa     |                          |                            |                         |
| Eleonoraa | Ellinora                 | Ellaa                      | Eleonora                |
| Elina     | Elinaa, Helenaa, Helenea | Ellaa                      | Elena                   |
| Elisabeta | Elisabetha               | Lisbeta, Ellaa             | Elisabetta              |
| Elisea    |                          |                            | Elisa                   |
| Elsaa     |                          |                            | Elsa                    |
| Emblaa    |                          |                            |                         |
| Emiliaa   | Emiliea, Emeliea         | Millya                     | Emilia                  |
| Emmaa     |                          |                            | Emma                    |
| Erikaa    | Ericaa                   |                            | Erica                   |
| Estera    |                          |                            | Ester                   |
| Evaa      |                          |                            | Eva                     |
| Evelinaa  |                          |                            | Evelina                 |

## F
Maschili
| Nome     | Varianti  | Ipocoristici e alterazioni | Corrispondente italiano |
| -------- | --------- | -------------------------- | ----------------------- |
| Felixa   |           |                            | Felice                  |
| Filipa   | Philipa   |                            | Filippo                 |
| Finna    |           |                            |                         |
| Folkea   |           |                            | Folco                   |
| Fransa   |           |                            | Francesco               |
| Fredrika |           |                            | Federico                |
| Freja    |           |                            |                         |
| Fritjofa | Fridtjofa |                            |                         |

Femminili
| Nome      | Varianti | Ipocoristici e alterazioni | Corrispondente italiano |
| --------- | -------- | -------------------------- | ----------------------- |
| Feliciaa  |          |                            | Felicia                 |
| Filippaa  |          |                            | Filippa                 |
| Fredrikaa |          | Rikaa                      | Federica                |
| Frejaa    |          |                            |                         |
| Fridaa    |          |                            | Frida                   |

## G
Maschili
| Nome      | Varianti                        | Ipocoristici e alterazioni | Corrispondente italiano |
| --------- | ------------------------------- | -------------------------- | ----------------------- |
| Gabriela  |                                 |                            | Gabriele                |
| Georga    | Görana, Jörana, Jörgena, Örjana |                            | Giorgio                 |
| Gerharda  |                                 |                            | Gerardo                 |
| Göstava   | Göstaa, Gustava, Gustafa        |                            | Gustavo                 |
| Gottfrida |                                 | Gjorda                     | Goffredo                |
| Gregera   |                                 |                            | Gregorio                |
| Gudmunda  |                                 |                            |                         |
| Gunnara   | Gunnea                          |                            |                         |

Femminili
| Nome       | Varianti            | Ipocoristici e alterazioni | Corrispondente italiano |
| ---------- | ------------------- | -------------------------- | ----------------------- |
| Gabriellaa |                     |                            | Gabriella               |
| Gerda      | Gerdaa              |                            |                         |
| Ginaa      |                     |                            | Gina                    |
| Gretaa     |                     |                            | Greta                   |
| Grya       |                     |                            |                         |
| Gudruna    |                     | Gulla                      |                         |
| Gunborga   |                     | Gundaa                     |                         |
| Gunhilda   | Gunhildaa, Gunillaa | Gundaa                     | Gunilde                 |
| Gunvora    |                     | Gundaa                     |                         |

## H
Maschili
| Nome     | Varianti | Ipocoristici e alterazioni | Corrispondente italiano |
| -------- | -------- | -------------------------- | ----------------------- |
| Håkana   |          |                            |                         |
| Halstena |          |                            |                         |
| Halvara  |          |                            |                         |
| Haralda  |          |                            | Aroldo                  |
| Helgea   |          |                            |                         |
| Hemminga |          |                            |                         |
| Henrika  |          |                            | Enrico                  |
| Hermana  |          |                            | Ermanno                 |
| Hjalmara |          |                            |                         |
| Holgera  |          |                            |                         |
| Hugoa    |          |                            | Ugo                     |

Femminili
| Nome       | Varianti       | Ipocoristici e alterazioni | Corrispondente italiano |
| ---------- | -------------- | -------------------------- | ----------------------- |
| Heddaa     |                |                            | Edda                    |
| Hedviga    |                |                            | Edvige                  |
| Heidia     |                |                            |                         |
| Heidrun    |                |                            |                         |
| Helgaa     | Hellaa, Lailaa |                            | Elga                    |
| Henrikaa   |                | Rikaa                      | Enrica                  |
| Hildaa     |                |                            | Ilda                    |
| Hildegarda | Hildegardea    |                            | Ildegarda               |
| Hillevia   |                |                            |                         |
| Hjördisa   |                |                            |                         |
| Huldaa     |                |                            |                         |

## I
Maschili
| Nome     | Varianti | Ipocoristici e alterazioni | Corrispondente italiano |
| -------- | -------- | -------------------------- | ----------------------- |
| Ingea    |          |                            |                         |
| Ingemara | Ingmara  |                            |                         |
| Ingolfa  |          |                            |                         |
| Ingvara  |          |                            |                         |
| Isaka    |          |                            | Isacco                  |
| Ivara    |          |                            |                         |

Femminili
| Nome      | Varianti          | Ipocoristici e alterazioni | Corrispondente italiano |
| --------- | ----------------- | -------------------------- | ----------------------- |
| Idaa      |                   |                            | Ida                     |
| Ingea     | Ingaa             |                            |                         |
| Ingeborga |                   |                            |                         |
| Ingegerda | Ingegärda, Ingera |                            |                         |
| Ingrida   | Ingera            |                            |                         |
| Irenea    |                   |                            | Irene                   |
| Irisa     |                   |                            | Iris                    |
| Isabellaa |                   |                            | Isabella                |

## J
Maschili
| Nome     | Varianti              | Ipocoristici e alterazioni | Corrispondente italiano   |
| -------- | --------------------- | -------------------------- | ------------------------- |
| Jacoba   | Jakoba                |                            | Giacomo, Giacobbe, Jacopo |
| Jarla    | Jarlea                |                            |                           |
| Joakima  |                       | Kima                       | Gioacchino                |
| Joela    |                       |                            | Gioele                    |
| Johana   | Johannesa, Jona, Jana | Jannea, Hansa, Hampusa     | Giovanni                  |
| Jonasa   |                       |                            | Giona                     |
| Jonatana | Jonathana             |                            | Gionata                   |
| Josefa   |                       |                            | Giuseppe                  |

Femminili
| Nome      | Varianti | Ipocoristici e alterazioni                           | Corrispondente italiano |
| --------- | -------- | ---------------------------------------------------- | ----------------------- |
| Jessicaa  |          |                                                      | Jessica                 |
| Johannaa  |          | Jannaa, Jonnaa, Janinaa, Jannickea, Jannikea, Hannaa | Giovanna                |
| Josefinaa |          |                                                      | Giuseppina              |
| Judita    |          |                                                      | Giuditta                |
| Juliaa    |          |                                                      | Giulia                  |

## K
Maschili
| Nome     | Varianti               | Ipocoristici e alterazioni | Corrispondente italiano |
| -------- | ---------------------- | -------------------------- | ----------------------- |
| Kaia     | Kaja, Kaya, Caia, Caja |                            |                         |
| Karla    | Carla                  | Kallea                     | Carlo                   |
| Kennetha | Kenneta                |                            |                         |
| Kettila  | Kjella                 |                            |                         |
| Kevina   |                        |                            |                         |
| Klemensa |                        |                            | Clemente                |
| Knuta    |                        |                            | Canuto                  |
| Konrada  |                        |                            | Corrado                 |

Femminili
| Nome       | Varianti                                                                    | Ipocoristici e alterazioni                                                  | Corrispondente italiano |
| ---------- | --------------------------------------------------------------------------- | --------------------------------------------------------------------------- | ----------------------- |
| Karlaa     |                                                                             |                                                                             | Carla                   |
| Katharinaa | Katarinaa, Catharinaa, Katrina, Katrinaa, Cathrinea, Catrinea               | Katjaa, Karina, Karinaa, Carina, Carinaa, Cajsaa, Kajsaa, Kajaa, Kaja, Kaia | Caterina                |
| Klaraa     |                                                                             |                                                                             | Chiara                  |
| Kristinaa  | Kristinea, Christinaa, Christinea, Kerstina, Kjerstina, Kristina, Christina | Kiaa, Stiinaa                                                               | Cristina                |

## L
Maschili
| Nome     | Varianti        | Ipocoristici e alterazioni | Corrispondente italiano |
| -------- | --------------- | -------------------------- | ----------------------- |
| Larsa    | Lorensa, Lassea |                            | Lorenzo                 |
| Lennarta |                 | Lenniea, Lennya            | Leonardo                |
| Linusa   |                 |                            | Lino                    |
| Lokea    |                 |                            |                         |
| Lovea    |                 |                            | Luigi                   |
| Ludviga  |                 | Luddea                     | Ludovico                |
| Lukasa   |                 |                            | Luca                    |

Femminili
| Nome       | Varianti    | Ipocoristici e alterazioni | Corrispondente italiano |
| ---------- | ----------- | -------------------------- | ----------------------- |
| Lauraa     |             |                            | Laura                   |
| Leaa       |             |                            | Lia                     |
| Lenaa      |             | Lenniea, Lennya            | Lena                    |
| Lillya     |             |                            | Lilia                   |
| Linaa      |             |                            | Lina                    |
| Lindaa     |             |                            | Linda                   |
| Linnéaa    |             | Linna, Neaa                |                         |
| Lisaa      | Lisea, Lisa |                            | Lisa                    |
| Liselottea | Liselotta   |                            |                         |
| Liva       |             |                            |                         |
| Lovisaa    |             |                            | Luisa                   |
| Luciaa     |             |                            | Lucia                   |

## M
Maschili
| Nome        | Varianti           | Ipocoristici e alterazioni | Corrispondente italiano |
| ----------- | ------------------ | -------------------------- | ----------------------- |
| Magnusa     | Måns               |                            | Magno                   |
| Maltea      |                    |                            |                         |
| Markusa     | Marcusa, Marka     |                            | Marco                   |
| Mårtena     | Martina            |                            | Martino                 |
| Mattheusa   |                    |                            | Matteo                  |
| Matthiasa   | Mattiasa, Mathiasa | Matsa                      | Mattia                  |
| Maximiliana |                    | Maxa                       | Massimiliano            |
| Melkera     |                    |                            | Melchiorre              |
| Mikaela     | Mikkela            |                            | Michele                 |

Femminili
| Nome       | Varianti                         | Ipocoristici e alterazioni | Corrispondente italiano |
| ---------- | -------------------------------- | -------------------------- | ----------------------- |
| Magdalenaa |                                  | Magdaa, Malenaa, Malina    | Maddalena               |
| Majaa      |                                  |                            | Maia                    |
| Margaretaa | Marita, Merita, Maritaa, Margita | Märtaa, Metaa              | Margherita              |
| Mariaa     | Mariea                           | Maria, Majaa, Majkena, Mya | Maria                   |
| Mariannea  |                                  |                            | Marianna                |
| Marinaa    |                                  |                            | Marina                  |
| Martaa     |                                  |                            | Marta                   |
| Martinaa   |                                  |                            | Martina                 |
| Mathildaa  | Matildaa                         | Tildaa                     | Matilde                 |
| Miaa       |                                  |                            | Mia                     |
| Mikaelaa   | Michaelaa                        |                            | Michela                 |
| Moaa       |                                  |                            |                         |
| Monikaa    |                                  | Monaa                      | Monica                  |

## N
Maschili
| Nome    | Varianti                                   | Ipocoristici e alterazioni | Corrispondente italiano |
| ------- | ------------------------------------------ | -------------------------- | ----------------------- |
| Niklasa | Nikolausa, Nicholasa, Nilsa, Nielsa, Nelsa | Claesa, Klasa              | Nicola                  |
| Njorda  |                                            |                            |                         |
| Noaka   |                                            |                            | Noè                     |

Femminili
| Nome   | Varianti | Ipocoristici e alterazioni | Corrispondente italiano |
| ------ | -------- | -------------------------- | ----------------------- |
| Nannaa |          |                            |                         |
| Noraa  |          |                            | Nora                    |

## O
Maschili
| Nome    | Varianti        | Ipocoristici e alterazioni | Corrispondente italiano |
| ------- | --------------- | -------------------------- | ----------------------- |
| Olivera |                 |                            | Oliviero                |
| Olofa   | Olova, Olaa     | Ollea,                     |                         |
| Orvara  |                 |                            |                         |
| Oskara  | Oscara, Ansgara |                            | Oscar                   |
| Osvalda |                 |                            | Osvaldo                 |
| Östen   |                 |                            |                         |
| Ottoa   |                 |                            | Oddone                  |
| Ovea    |                 |                            |                         |

Femminili
| Nome     | Varianti | Ipocoristici e alterazioni | Corrispondente italiano |
| -------- | -------- | -------------------------- | ----------------------- |
| Olgaa    |          |                            |                         |
| Oliviaa  |          | Vivia                      | Olivia                  |
| Ottiliaa |          |                            | Odilia                  |

## P
Maschili
| Nome    | Varianti                            | Ipocoristici e alterazioni | Corrispondente italiano |
| ------- | ----------------------------------- | -------------------------- | ----------------------- |
| Påla    | Paula                               |                            | Paolo                   |
| Patrika |                                     |                            | Patrizio                |
| Petera  | Pettera, Pedera, Pera, Peera, Pehra | Pellea                     | Pietro                  |
| Pontusa |                                     |                            | Ponzio                  |

Femminili
| Nome        | Varianti | Ipocoristici e alterazioni | Corrispondente italiano |
| ----------- | -------- | -------------------------- | ----------------------- |
| Paulaa      |          | Paulinaa, Paulinea         | Paola                   |
| Petraa      |          |                            | Pietra                  |
| Petronellaa |          | Pernillaa                  | Petronilla              |
| Piaa        |          |                            | Pia                     |

## R
Maschili
| Nome      | Varianti | Ipocoristici e alterazioni | Corrispondente italiano |
| --------- | -------- | -------------------------- | ----------------------- |
| Ragnara   |          |                            | Raniero                 |
| Ragnvalda |          |                            | Rinaldo                 |
| Ralfa     | Ralpha   |                            | Raul                    |
| Rasmusa   |          |                            | Erasmo                  |
| Rikarda   |          |                            | Riccardo                |
| Roberta   |          | Robina                     | Roberto                 |
| Rudolfa   | Rolfa    | Roffea                     | Rodolfo                 |
| Rogera    |          |                            | Ruggero                 |
| Rubena    |          |                            | Ruben                   |
| Runea     |          |                            |                         |

Femminili
| Nome       | Varianti | Ipocoristici e alterazioni | Corrispondente italiano |
| ---------- | -------- | -------------------------- | ----------------------- |
| Ragnhilda  | Ragnaa   |                            | Reinilde                |
| Rakela     |          |                            | Rachele                 |
| Rebeccaa   | Rebeckaa |                            | Rebecca                 |
| Reginaa    |          |                            | Regina                  |
| Ritaa      |          |                            | Rita                    |
| Ronjaa     |          |                            |                         |
| Rosaa      |          |                            | Rosa                    |
| Rosemariea |          |                            |                         |
| Runaa      |          |                            |                         |
| Ruta       | Rutha    |                            | Rut                     |

## S
Maschili
| Nome       | Varianti | Ipocoristici e alterazioni | Corrispondente italiano |
| ---------- | -------- | -------------------------- | ----------------------- |
| Salomona   |          |                            | Salomone                |
| Samuela    |          |                            | Samuele                 |
| Sandera    |          |                            | Sandro                  |
| Sebastiana |          |                            | Sebastiano              |
| Severina   | Sörena   |                            | Severino                |
| Sigbjörn   |          |                            |                         |
| Sigfrida   |          | Siggea                     | Sigfrido                |
| Sigmunda   |          | Siggea                     | Sigismondo              |
| Sigurda    | Sigvarda |                            |                         |
| Simona     |          |                            | Simone                  |
| Sixtena    |          |                            |                         |
| Staffana   | Stefana  |                            | Stefano                 |
| Stellana   |          |                            |                         |
| Stena      |          |                            |                         |
| Stiana     |          |                            |                         |
| Stiga      |          |                            |                         |
| Sturea     |          |                            |                         |
| Sunea      |          |                            |                         |
| Svantea    |          |                            |                         |
| Svena      |          |                            |                         |
| Sverker    |          |                            |                         |

Femminili
| Nome     | Varianti        | Ipocoristici e alterazioni | Corrispondente italiano |
| -------- | --------------- | -------------------------- | ----------------------- |
| Sagaa    |                 |                            |                         |
| Sandraa  |                 |                            | Sandra                  |
| Saraa    |                 | Sassaa                     | Sara                    |
| Selmaa   |                 |                            |                         |
| Sibyllaa |                 |                            | Sibilla                 |
| Signya   | Signea          |                            |                         |
| Sigrida  |                 | Siria                      |                         |
| Sigruna  |                 |                            |                         |
| Siva     |                 |                            |                         |
| Sofiaa   |                 | Vivia                      | Sofia                   |
| Solveiga | Solviga, Sylvia |                            |                         |
| Sonjaa   |                 |                            | Sonia                   |
| Susannea | Susannaa        | Susanna, Sannaa            | Susanna                 |
| Sveaa    |                 |                            |                         |
| Sylviaa  |                 |                            | Silvia                  |
| Synnövea |                 |                            |                         |

## T
Maschili
| Nome      | Varianti      | Ipocoristici e alterazioni | Corrispondente italiano |
| --------- | ------------- | -------------------------- | ----------------------- |
| Tage      |               |                            |                         |
| Teodora   | Theodora      |                            | Teodoro                 |
| Thora     | Tora          |                            |                         |
| Thorborga |               |                            |                         |
| Tobiasa   |               |                            | Tobia                   |
| Tomasa    | Thomasa       |                            | Tommaso                 |
| Torbjörna | Thorbjörna    |                            |                         |
| Tordisa   |               |                            |                         |
| Torgnya   |               |                            |                         |
| Torea     | Thorea, Turea |                            |                         |
| Torkela   |               |                            |                         |
| Torstena  | Thorstena     |                            |                         |
| Torvalda  | Thorvalda     |                            |                         |
| Trond     |               |                            |                         |
| Trulsa    |               |                            |                         |
| Trygvea   | Tryggvea      |                            |                         |
| Tykoa     |               |                            |                         |

Femminili
| Nome     | Varianti                                | Ipocoristici e alterazioni | Corrispondente italiano |
| -------- | --------------------------------------- | -------------------------- | ----------------------- |
| Teklaa   |                                         |                            | Tecla                   |
| Teodoraa |                                         | Teaa, Theaa                | Teodora                 |
| Teresaa  | Theresaa, Theresea, Theresiaa, Teresiaa | Tessana                    | Teresa                  |
| Toraa    | Thoraa, Tovea, Tovaa                    |                            |                         |
| Torborga |                                         |                            |                         |
| Turida   |                                         |                            |                         |
| Tyraa    | Thyraa                                  |                            |                         |

## U
Maschili
| Nome   | Varianti | Ipocoristici e alterazioni | Corrispondente italiano |
| ------ | -------- | -------------------------- | ----------------------- |
| Ulfa   |          |                            | Ulfo                    |
| Ulrika |          |                            | Ulrico                  |
| Uno    |          |                            |                         |
| Urbana |          |                            | Urbano                  |

Femminili
| Nome    | Varianti | Ipocoristici e alterazioni | Corrispondente italiano |
| ------- | -------- | -------------------------- | ----------------------- |
| Ulrikaa | Ulricaa  | Ullaa                      | Ulrica                  |
| Ursulaa |          |                            | Orsola                  |

## V
Maschili
| Nome      | Varianti | Ipocoristici e alterazioni | Corrispondente italiano |
| --------- | -------- | -------------------------- | ----------------------- |
| Valdemara |          |                            | Valdemaro               |
| Valentina |          |                            | Valentino               |
| Valtera   | Waltera  |                            | Gualtiero               |
| Vernera   | Wernera  |                            | Guarniero               |
| Vidara    |          |                            |                         |
| Viggoa    |          |                            |                         |
| Viktora   |          |                            | Vittorio                |
| Vilhelma  |          |                            | Guglielmo               |
| Vilmara   |          |                            |                         |
| Vincenta  |          |                            | Vincenzo                |

Femminili
| Nome        | Varianti      | Ipocoristici e alterazioni | Corrispondente italiano |
| ----------- | ------------- | -------------------------- | ----------------------- |
| Valborg     |               |                            | Valpurga                |
| Vanjaa      |               |                            | Vania                   |
| Vendelaa    |               |                            |                         |
| Veraa       |               |                            | Vera                    |
| Veronikaa   |               |                            | Veronica                |
| Viktoriaa   |               | Vivia                      | Vittoria                |
| Vilhelminaa | Helmia, Vivia |                            | Guglielmina             |
| Vilmaa      |               |                            | Wilma                   |
| Violaa      |               | Vivia                      | Viola                   |
| Virginiaa   |               | Vivia                      | Virginia                |
| Vivekaa     |               | Vivia                      |                         |
| Viviana     |               | Vivia                      | Viviana                 |

## W
Maschili
| Nome      | Varianti | Ipocoristici e alterazioni | Corrispondente italiano |
| --------- | -------- | -------------------------- | ----------------------- |
| Waldemara |          |                            | Vladimiro               |

Femminili

## Y
Maschili
| Nome   | Varianti | Ipocoristici e alterazioni | Corrispondente italiano |
| ------ | -------- | -------------------------- | ----------------------- |
| Yngvea |          |                            |                         |

Femminili
| Nome  | Varianti | Ipocoristici e alterazioni | Corrispondente italiano |
| ----- | -------- | -------------------------- | ----------------------- |
| Ylvaa |          |                            | Ulfa                    |